# سووراگا خیرخان
سووراگا خیرخان (به لاتین: Suvraga Khairkhan) یک کوه در مغولستان است که در کوهستان خانگای واقع شده‌است. سووراگا خیرخان ۳٬۱۷۹ متر بالاتر از سطح دریا واقع شده‌است.